# Tolaga Bay
Tolaga Bay (Uawa in lingua māori) è una cittadina costiera situata nella regione di Gisborne sull'Isola del Nord della Nuova Zelanda.

## Geografia fisica
Il piccolo centro abitato è affacciato sulla baia di Tolaga, della quale prende il nome, lungo la costa nord-orientale dell'Isola del Nord della Nuova Zelanda, a circa 55 chilometri a nord della città di Gisborne.